# Riley (azienda)
La Riley è stata una casa automobilistica inglese attiva dal 1898. Dopo la fusione nella British Leyland il marchio Riley cessò di esistere nel 1969.

## Storia

### Gli inizi
La Riley iniziò come Bonnick Cycle Company a Coventry. Nel 1890 William Riley Jr. acquisì l'impresa e le cambiò il nome in Riley Cycle Company. Il figlio adolescente del proprietario, Percy, si interessò alle automobili e costruì la sua prima vettura nel 1898, a 16 anni, di nascosto dal padre. Nel 1903 Percy Riley fondò la Riley Engine Company, la quale inizialmente forniva i motori per le motociclette Riley, ma dopo poco l'attività si focalizzò sulle auto. La Vee-Twin Tourer del 1905, rimasta un prototipo, può essere considerate la prima vera Riley. Per la prima vettura di serie, la 7, bisognerà attendere il 1907. In quell'anno cessò la produzione delle motociclette, e nel 1911 anche quella delle biciclette.

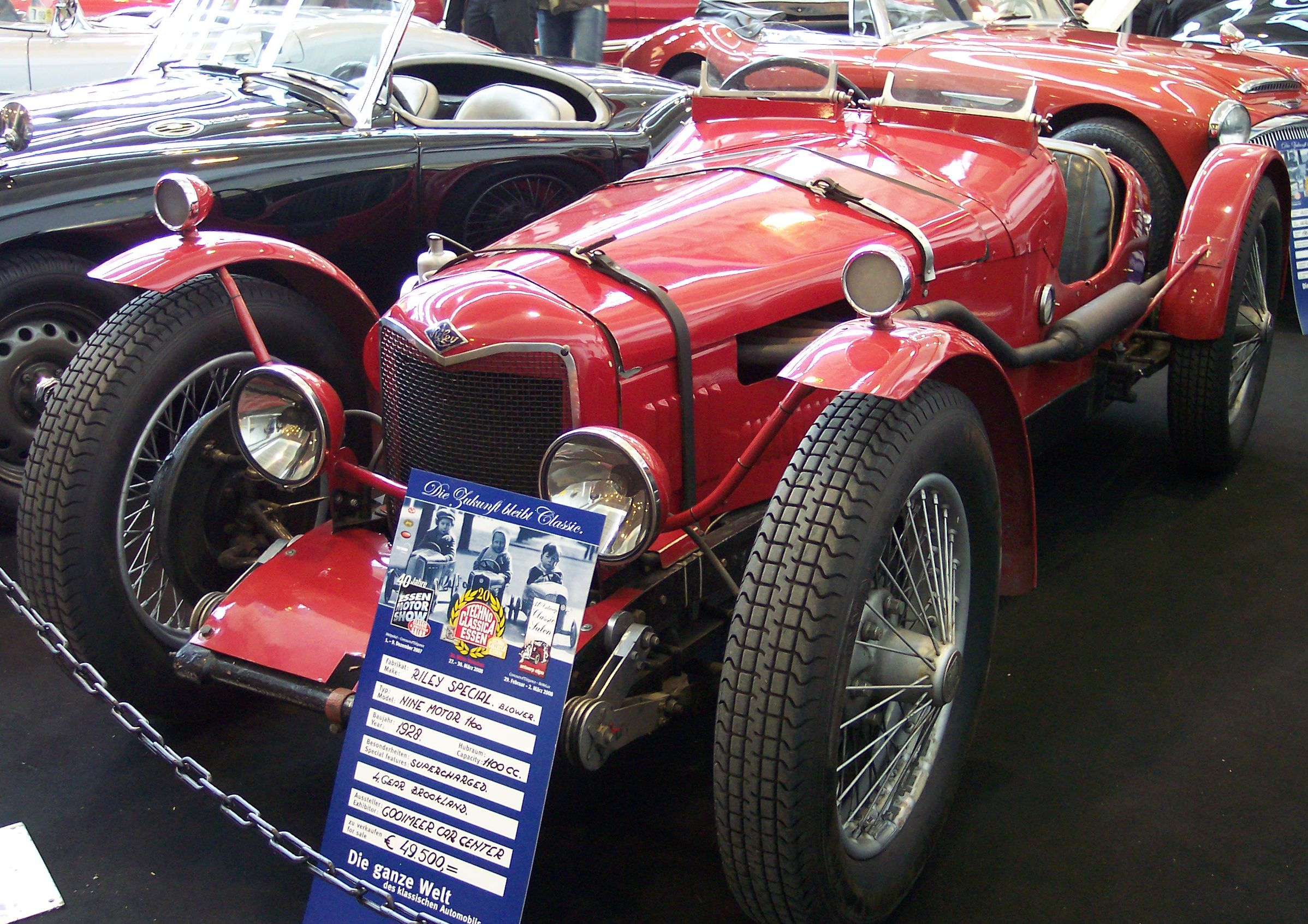
Riley Nine Motor del 1928

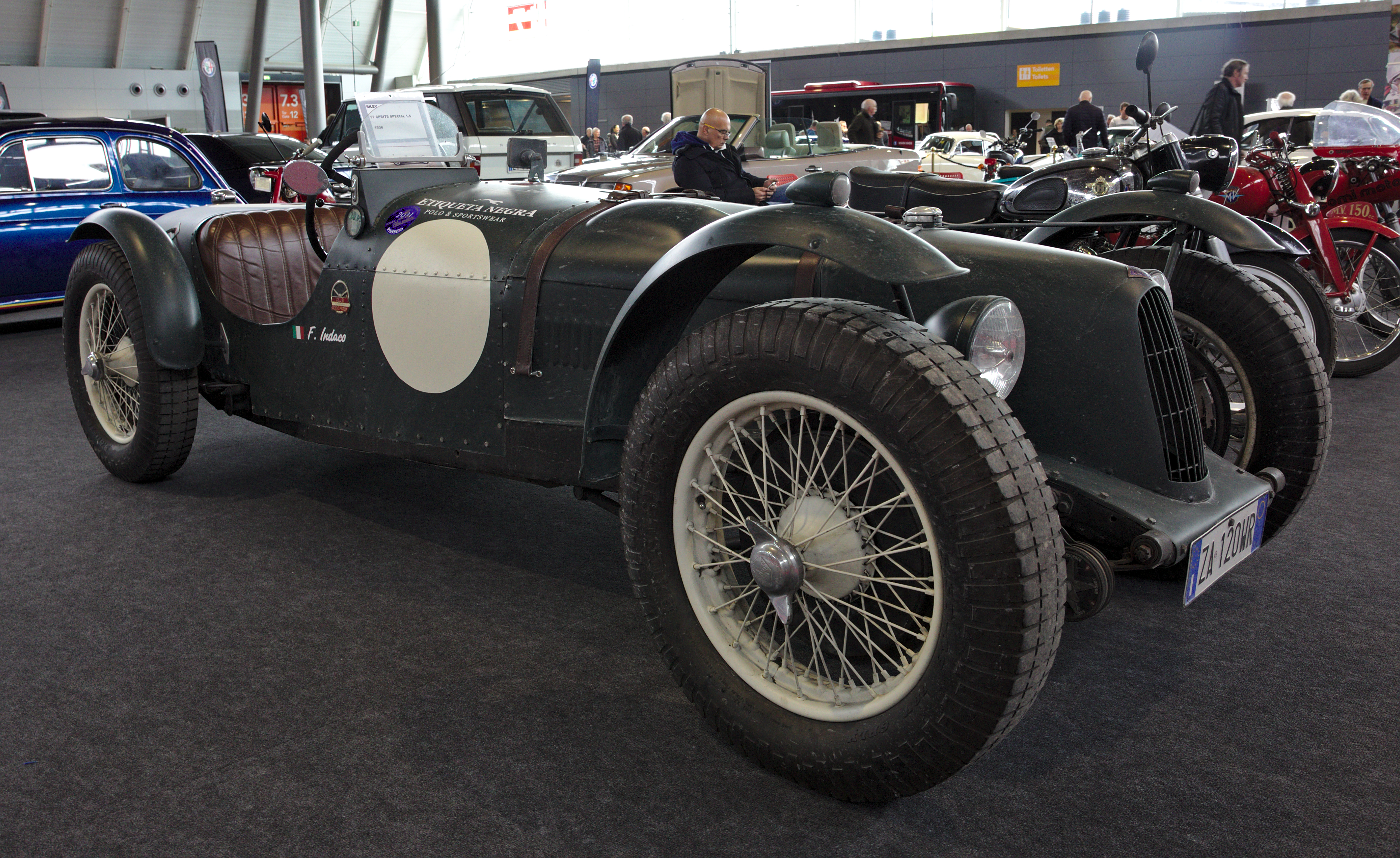
Riley TT Sprite Special del 1936

L'anno seguente la Riley Cycle Company cambiò nome in Riley Limited, in seguito al brevetto da parte di Percy Riley di un nuovo tipo di ruota a montaggio rapido, dal grandissimo successo (venne adottato da più di 180 Case costruttrici), tantoché si pensò di abbandonare la produzione automobilistica. Nel 1913 a Percy Riley si unirono tre dei suoi fratelli, fondando la Riley Motor Manufacturing Company. Durante la prima guerra mondiale la Riley produsse motori aeronautici, diventando un fornitore chiave per l'esercito inglese.

### Il Dopoguerra
Dopo la guerra l'attività ricominciò con la Eleven (1919). Sulla “Eleven” apparvero per la prima volta il radiatore a “V” arrotondata e il caratteristico marchio Riley, blu a rombo. La Casa crebbe rapidamente durante gli anni Venti e Trenta: le sue vetture erano equipaggiate con motori a 4, 6 o 8 cilindri, ed erano disponibili con una dozzina di carrozzerie diverse. Degne di nota, anche per i loro successi sportivi, la Nine (1926), equipaggiata con un “1100” 4 cilindri bialbero, e la Sprite (1936), vincitrice del Tourist Trophy e del Gran Premio di Francia del '36, nonché l'auto dei primi successi (dopo la guerra) di Mike Hawthorn.
Intorno alla metà degli anni Trenta la Riley incominciò a soffrire difficoltà, dovute all'eccessiva varietà di modelli proposti, allo scarso numero di parti comuni e alla concorrenza della Jaguar. Si pensò di sfidare la Rolls-Royce con la Autovia, una lussuosa berlina V8 di 2,2 litri. Nel 1937 la Riley tentò di stipulare accordi con altre Case: tutti i tentativi fatti (con la BMW e con la Triumph Motor Company) fallirono, e nel febbraio 1938 la Riley entrò in amministrazione controllata. Nel settembre di quell'anno la Riley fu rilevata dalla Morris, entrando nella Nuffield Organisation.
Sotto la gestione Nuffield la gamma Riley fu drasticamente ridotta all
e 4 cilindri di 1,5 e 2,5 litri, così come le carrozzerie; molti componenti (al fine di raggiungere economie di scala) erano condivisi con modelli Morris.

### Il secondo Dopoguerra
Dopo la seconda guerra mondiale, la Riley ricominciò con la serie RM, ovvero i vecchi modelli “1500” e “2500” a quattro cilindri con nuove carrozzerie. Nel 1948 le linee di montaggio della Riley vennero trasferite presso la MG ad Abingdon-on-Thames.
Nel 1952 la Riley entrò a far parte della British Motor Corporation: nella gerarchia del gruppo la Riley era piazzata tra la MG e la Wolseley e molti modelli Riley altro non erano che Austin o Morris riviste. In quel periodo la Riley riguadagnò parte del prestigio di prima della guerra con la Pathfinder, una quattro cilindri di 2443 cm³ e 110 CV lanciata nel 1953 per sostituire le “RM” e venduta anche come "Wolseley 6/90".

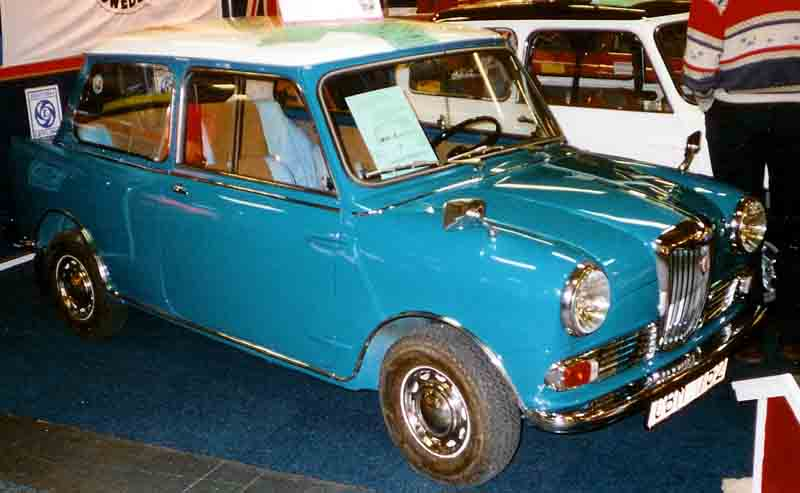
Una Riley Elf del 1962

Nel 1957 la produzione Riley venne sospesa per circa otto mesi; quando riprese, le Riley altro non erano che delle Wolseley modificate, come la One-Point-Five del 1959, derivata dalla Morris Minor, o la 4/68, imparentata con le MG “Magnette Mk III” e le Wolseley “15/60” (cioè le versioni più sportiveggianti delle Austin Cambridge – Morris Oxford). Nel 1961 venne presentata la Elf, una Mini a tre volumi. L'ultima Riley prodotta fu la Kestrel (1963), ovvero la Austin-Morris 1100.
Il marchio Riley scomparve nel 1969, in seguito alla nascita della British Leyland. Attualmente il marchio è di proprietà della tedesca BMW: la casa di Monaco di Baviera lo trattenne nel 2000 alla cessione del Gruppo Rover, insieme al marchio Triumph. Nel 2002 la BMW pensò di far rivivere il marchio Riley su una vettura derivata dalla Rover 75, ma l'idea non ebbe seguito.

## I modelli

### 1907–1914
| Modello                | Anni        |
| ---------------------- | ----------- |
| Riley 9                | 1907 - 1911 |
| Riley 10               | 1909 - 1914 |
| Riley 12 / Riley 12/18 | 1907 - 1914 |

### 1914–1940
| Modello                  | Anni        |
| ------------------------ | ----------- |
| Riley 1 ½                | 1936 - 1940 |
| Riley 2 ½                | 1937 - 1939 |
| Riley 8/90               | 1935        |
| Riley 9                  | 1926 - 1935 |
| Riley 10                 | 1915 - 1916 |
| Riley 10.8               | 1919 - 1928 |
| Riley 11.9 / Riley 11/40 | 1924 - 1928 |
| Riley 12/4               | 1934 - 1935 |
| Riley 12/6               | 1935        |
| Riley 14-6               | 1929 - 1934 |
| Riley 15/6               | 1934 - 1938 |
| Riley 17                 | 1914 - 1923 |
| Riley Alpine             | 1931 - 1933 |
| Riley Brooklands         | 1928 - 1932 |
| Riley MPH                | 1934 - 1935 |
| Riley Sprite             | 1936        |
| Riley Stelvio            | 1930 - 1934 |

### 1946–1969
| Modello            | Anni        |
| ------------------ | ----------- |
| Riley 1 ½ litre    | 1946 - 1955 |
| Riley 1.5          | 1957 - 1965 |
| Riley 2 ½ litre    | 1946 - 1953 |
| Riley 2.6          | 1957 - 1959 |
| Riley 4/68         | 1959 - 1961 |
| Riley 4/72         | 1961 - 1969 |
| Riley Elf          | 1961 - 1969 |
| Riley Kestrel 1100 | 1965 - 1967 |
| Riley Kestrel 1300 | 1967 - 1969 |
| Riley Pathfinder   | 1953 - 1957 |